# Transports Roger Renaud
Les Transports Roger Renaud sont, comme leur nom l’indique, une entreprise spécialisée dans les transports routiers de fret interurbains dont le siège social est établi à Pons.
Cette importante PME « figure aujourd’hui parmi les 15 plus grosses entreprises françaises de transports frigorifiques, mais si l’on exclut de ce classement les sociétés qui se sont également spécialisées dans la logistique, le transporteur charentais se trouve encore mieux placé dans le peloton de tête ».
C'est aujourd'hui une dynamique PME qui gère un groupe régional  rayonnant dans tout le Centre-Ouest et le Sud-Ouest de la France, employant à ce jour plus de 530 personnes.
Spécialisée dans les transports frigorifiques longue distance et à l'étranger, les Transports Renaud possèdent une flotte de 315 véhicules industriels parcourant 70 000 km chaque jour.
L'entreprise est rachetée par le breton STG en 2011.

## Historique sommaire
En 1951, l’entreprise commence réellement son activité de transporteur routier à la suite d'une grève ferroviaire de la SNCF qui paralyse cette année-là l’économie nationale. Avec la mise au point d’un frigo qu’il fait breveter, le transporteur pontois prend rapidement de l’essor dans le domaine du transport frigorifique et emploie dès 1964 20 personnes.
En 1975 et, ce, malgré la crise économique, cette société prospère et emploie alors 35 personnes à Pons mais elle demeure encore une modeste entreprise de dimension familiale.
Au seuil des années 1980, et stimulée par la toute nouvelle desserte autoroutière de l'Al0, la société Renaud Frères étend son réseau de transport frigorifique en créant une première filiale à Pau, puis à Nantes et à Toulouse où, dans ces deux dernières villes, elle rachète deux importantes sociétés. L’extension de cette PME lui permet de dominer tout le centre-ouest et le sud-ouest de la France et de se créer un vaste réseau de Nantes aux Pyrénées et de l’Atlantique jusqu’au Limousin.
Le groupe emploie aujourd’hui 260 personnes sur le site du siège social de Pons et plus de 270 dans ses différentes filiales, toutes situées en France.
Depuis ses origines somme toute modestes, cet établissement a développé par la suite ses entrepôts et ses garages et, en 1993, a regroupé son site de services au sud de la ville, au lieu-dit Goutrolles, près de la RD137 (ex RN 137).
Cette grosse société de transport est devenue le premier employeur de Pons avec 260 emplois aujourd'hui.

## Leader régional du transport frigorifique
Cette entreprise, qui « travaille 24 heures sur 24, 365 sur 365 », est devenue la plus grosse entreprise de transport en Charente-Maritime et le leader régional dans sa spécialité.
Disposant d’une flotte impressionnante de 315 véhicules lourds, transportant 5 000 tonnes de fret tous les jours, depuis son siège de Pons et de ses trois importantes filiales de Nantes, Pau et Toulouse, les chauffeurs routiers parcourent 70 000 km par jour pour livrer les différents points situés aux six coins de l’hexagone!.
Le beurre et le fromage de Poitou-Charentes représentent la part la plus importante des produits frais que l’entreprise livre quotidiennement sous température dirigée (autour de 2 °C).
Les groupes Eurial et Bongrain figurent parmi les plus gros clients de l’entreprise.